# Дальневосточный военный округ

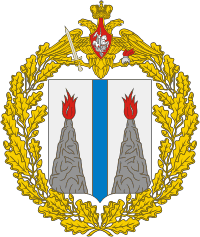
Эмблема Дальневосточного военного округа

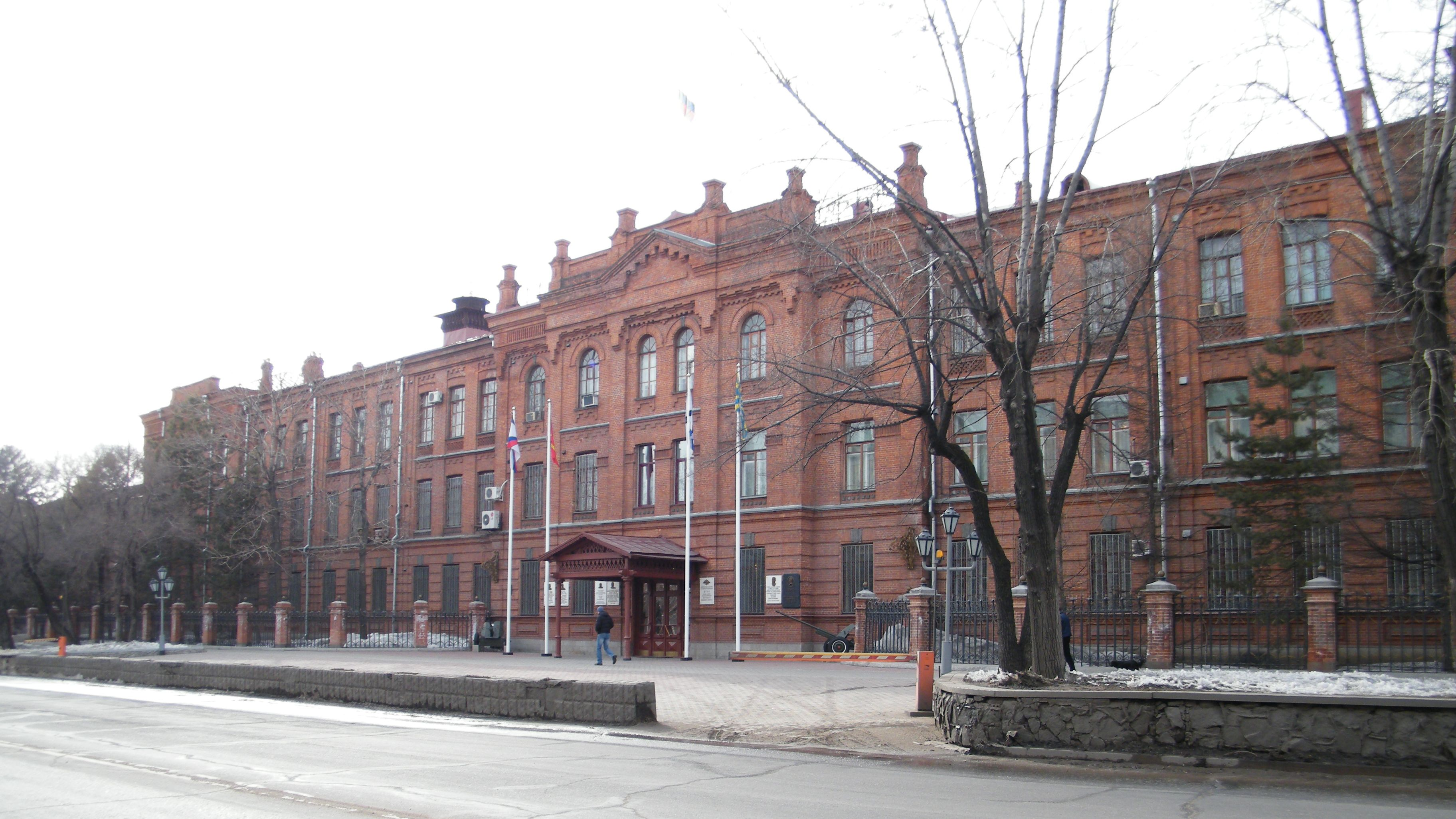
Штаб КДВО (бывший кадетский корпус)

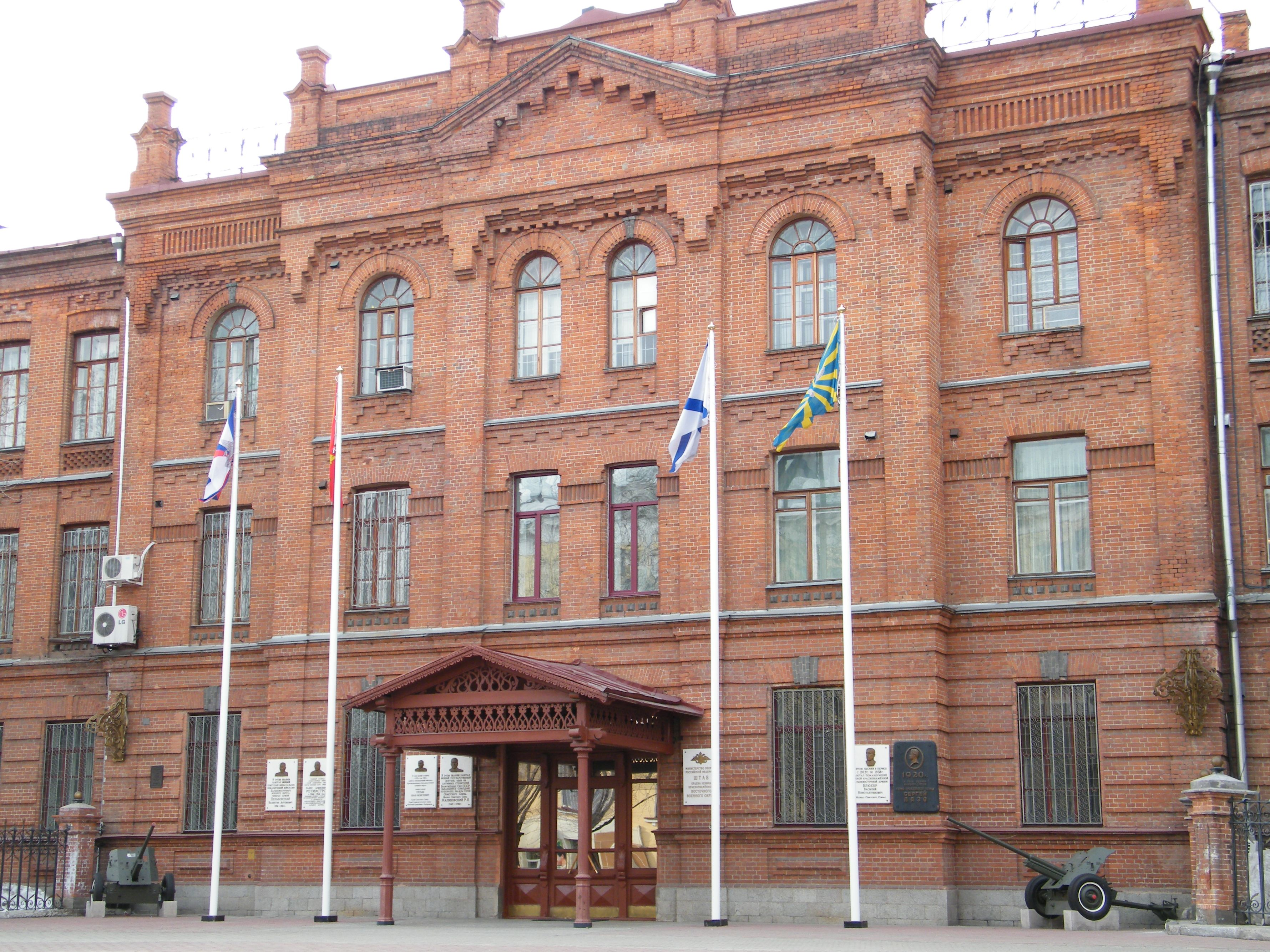
Центральный подъезд «охраняют» противотанковые 45-мм пушки

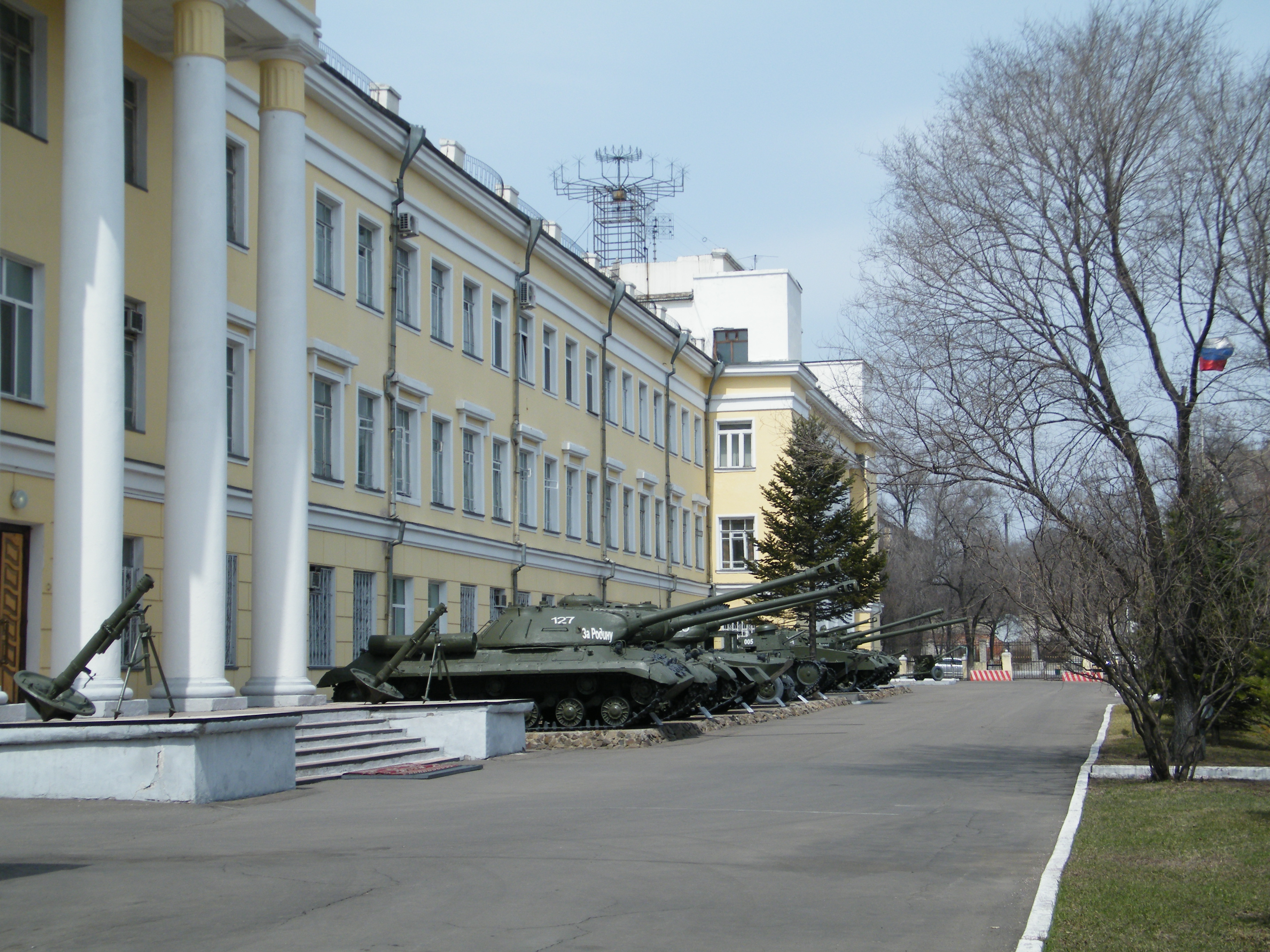
Штаб 5-й армии (Уссурийск)

Краснознамённый Дальневосточный военный округ — оперативно-стратегическое территориальное объединение (военный округ) Вооружённых Сил СССР и Вооружённых Сил Российской Федерации (1935 и 1945—2010), дислоцировавшееся в дальневосточном регионе страны.
Сокращённое наименование — КДВО (ДВО, ДальВО).
Код номерных знаков транспортных средств КДВО — 25.

## Первое формирование (1935 год)
Округ образован 17 мая 1935 года на базе Особой Краснознамённой Дальневосточной армии (ОКДВА). Включал территорию Дальневосточного края. Управление округа размещалось в городе Хабаровске.
2 июня 1935 округ вновь переформирован в ОКДВА (отдельная армия) с сохранением за ней функций округа. 28 июня 1938 года армия развёрнута в Дальневосточный фронт.

### Командование
Командующий войсками округа
- Блюхер, Василий Константинович

Член Военного Совета
- Аронштам, Лазарь Наумович

Начальник штаба
- Мерецков, Кирилл Афанасьевич

## Второе формирование (1945—1953)
Вновь Дальневосточный военный округ образован в соответствии с директивой Ставки Верховного Главнокомандования № 11128 от 10 сентября 1945 года на базе 2-го Дальневосточного фронта. Территория включала Камчатскую и Сахалинскую области, Курильские острова, районы Приморского края к северу от реки Самарга, районы Нижне-Амурской области по восточному берегу реки Амур, а также расположенные на западном берегу Амура Николаевск-на-Амуре и Комсомольск-на-Амуре. Управление округа было сформировано в октябре 1946 года в городе Хабаровск, а в конце месяца передислоцировано в Южно-Сахалинск.
В 1946 году округу была передана часть территории Магаданской области. В 1947 году в состав ДВО включена часть территории упразднённого Забайкальско-Амурского военного округа, а в 1953 году — территория Приморского военного округа.
Первоначально в Дальневосточный ВО вошли все войска 2-го Дальневосточного фронта (2-я Краснознамённая, 15-я, 16-я армии, 10-я воздушная армия, Приамурская армия ПВО, 5-й отдельный стрелковый корпус). Но в период с 1945 по 1947 годы происходили непрерывные организационно-штатные мероприятия, в ходе которых состав войск округа практически ежемесячно изменялся: расформированы управления всех общевойсковых армий и 5-го стрелкового корпуса, расформировано большое количество воинских частей (включая 4 стрелковые дивизии, 1 стрелковую бригаду, Камчатский оборонительный район), большое количество войск было передано в Забайкальско-Амурский и Приморский военные округа и в свою очередь приняты из этих округов, все стрелковые дивизии переведены на новые штабы, все танковые бригады переформированы в отдельные танковые полки, ряд укрепрайонов переформированы в пулемётно-артиллерийские части и т. п. В результате к январю 1947 года в составе Дальневосточного ВО находились 5 стрелковых корпусов (56-й, 85-й, 87-й и 137-й стрелковые, 127-й горнострелковый), 10-я воздушная армия и большое количество бригад отдельных бригад, полков, батальонов и более мелких частей окружного подчинения. В 1948—1953 годах на Чукотке дислоцировалась 14-я армия, предназначавшаяся по утверждениям одних авторов для вторжения на Североамериканский континент через Аляску, а по мнению других авторов — для обороны советского Дальнего Востока от вторжения войск США с Аляски.
С 1947 по 1953 годы ДВО находился под стратегическим руководством Главного командования войск Дальнего Востока. Некоторые изменения происходили в войсках округа и в этот период, но они больше затрагивали военно-воздушные силы и войска ПВО. В сухопутных войсках наиболее существенными мероприятиями в это время стало только переформирование некоторых стрелковых дивизий и бригад в пулемётно-артиллерийские.
Округ упразднён приказом Министра обороны СССР от 23 апреля 1953 года, однако управление округа выполняло свои функции до октября 1953 года, а затем преобразовано в полевое управление 51-й армии. Войска и территория округа были переданы в Дальневосточный военный округ 3-го формирования.

### Командование
Командующие войсками округа
- 10.09.1945 — 17.01.1947 — генерал армии Пуркаев, Максим Алексеевич
- 01.1947 — 04.1953 — генерал-полковник Крылов, Николай Иванович

Члены Военного совета
- 09.1945 — 05.1947 — генерал-лейтенант Леонов, Дмитрий Сергеевич
- 05.1947 — 06.1949 — генерал-лейтенант Пигурнов, Афанасий Петрович
- 06.1949 — 07.1950 — генерал-майор Смоликов, Иван Михайлович
- 07.1950 — 04.1953 — генерал-майор Осин, Николай Лаврентьевич

Начальники штаба
- 09.1945 — 11.1945 — генерал-лейтенант Шевченко, Фёдор Иванович
- 11.1945 — 03.1951 — генерал-лейтенант Казаковцев, Аркадий Козьмич
- 03.1951 — 04.1953 — генерал-лейтенант танковых войск Жданов, Владимир Иванович
- 04.1953 — генерал-майор Зализюк, Пётр Иосифович

## Третье формирование (1953—2010)

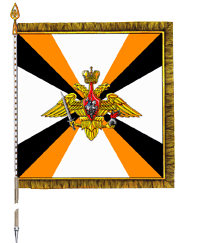
Штандарт командующего ДВО

Памятник Маршалу Советского Союза Малиновскому (стадион им. Ленина)

Стела с именами командующих — Героев Советского Союза:
Маршал Советского Союза Малиновский;
генерал армии Крейзер;
генерал-полковник Павловский;
генерал-полковник Лосик;
Маршал Советского Союза Петров;
генерал-полковник Третьяк.

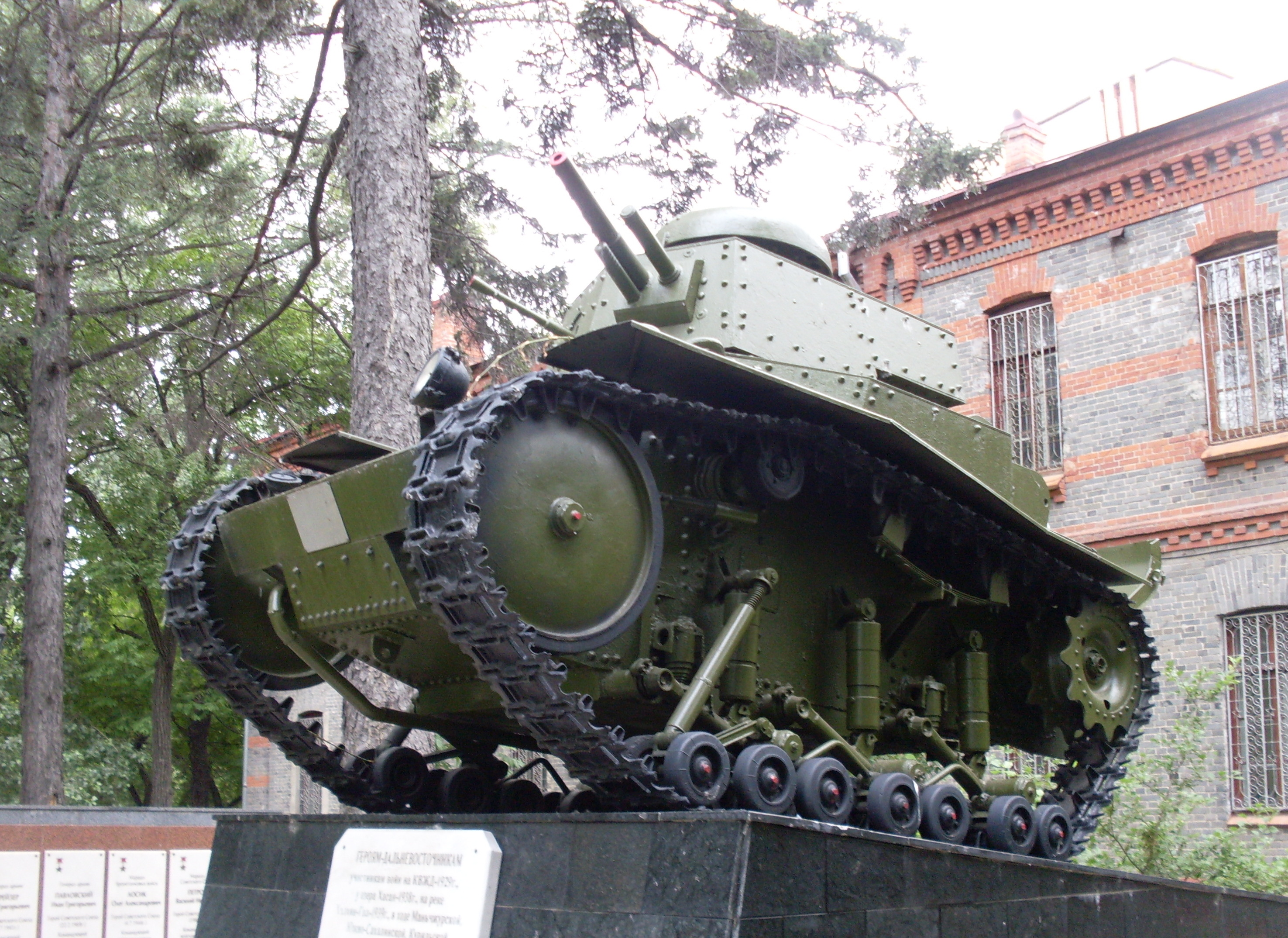
Танк Т-18 у штаба округа

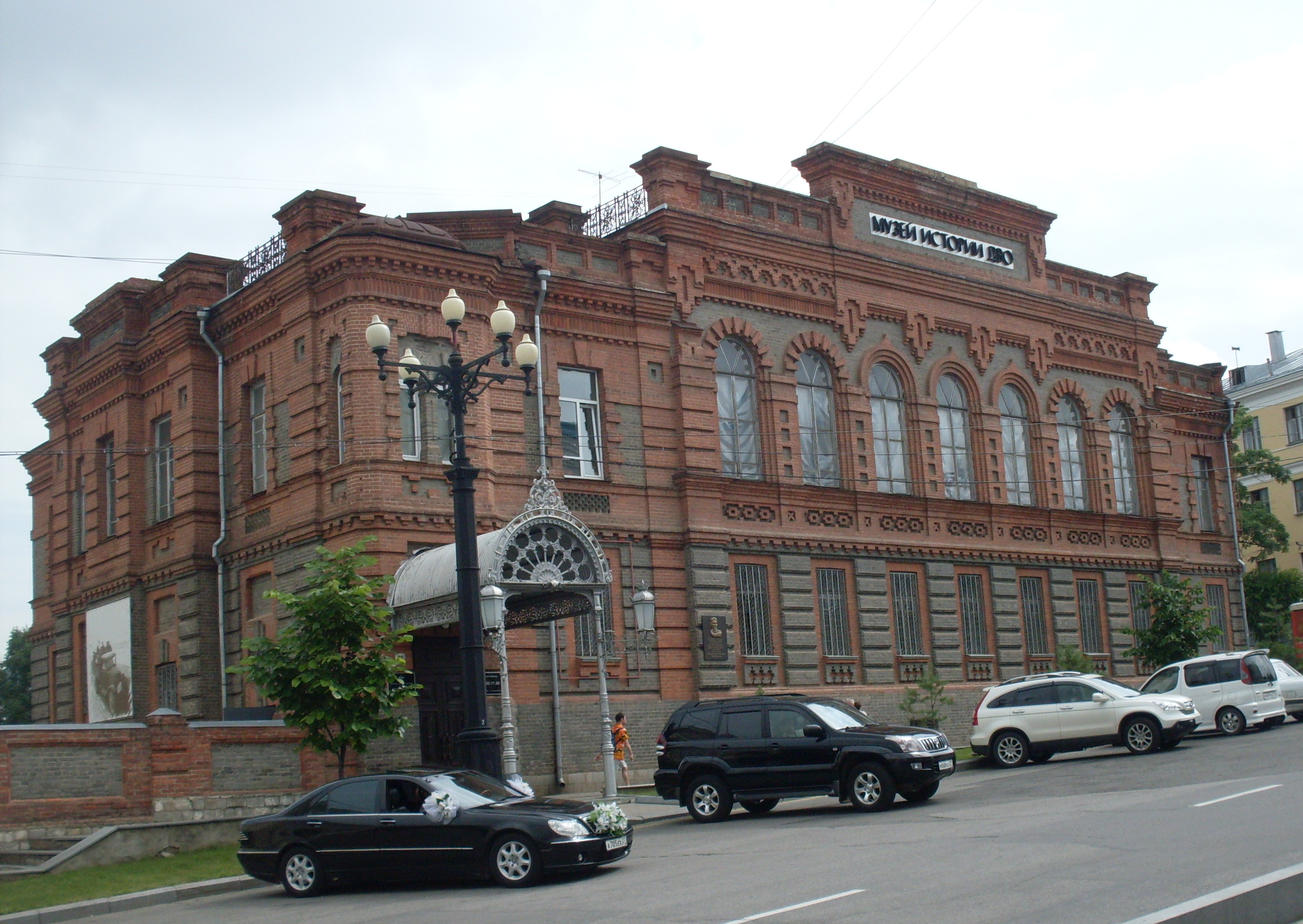
Музей истории ДВО

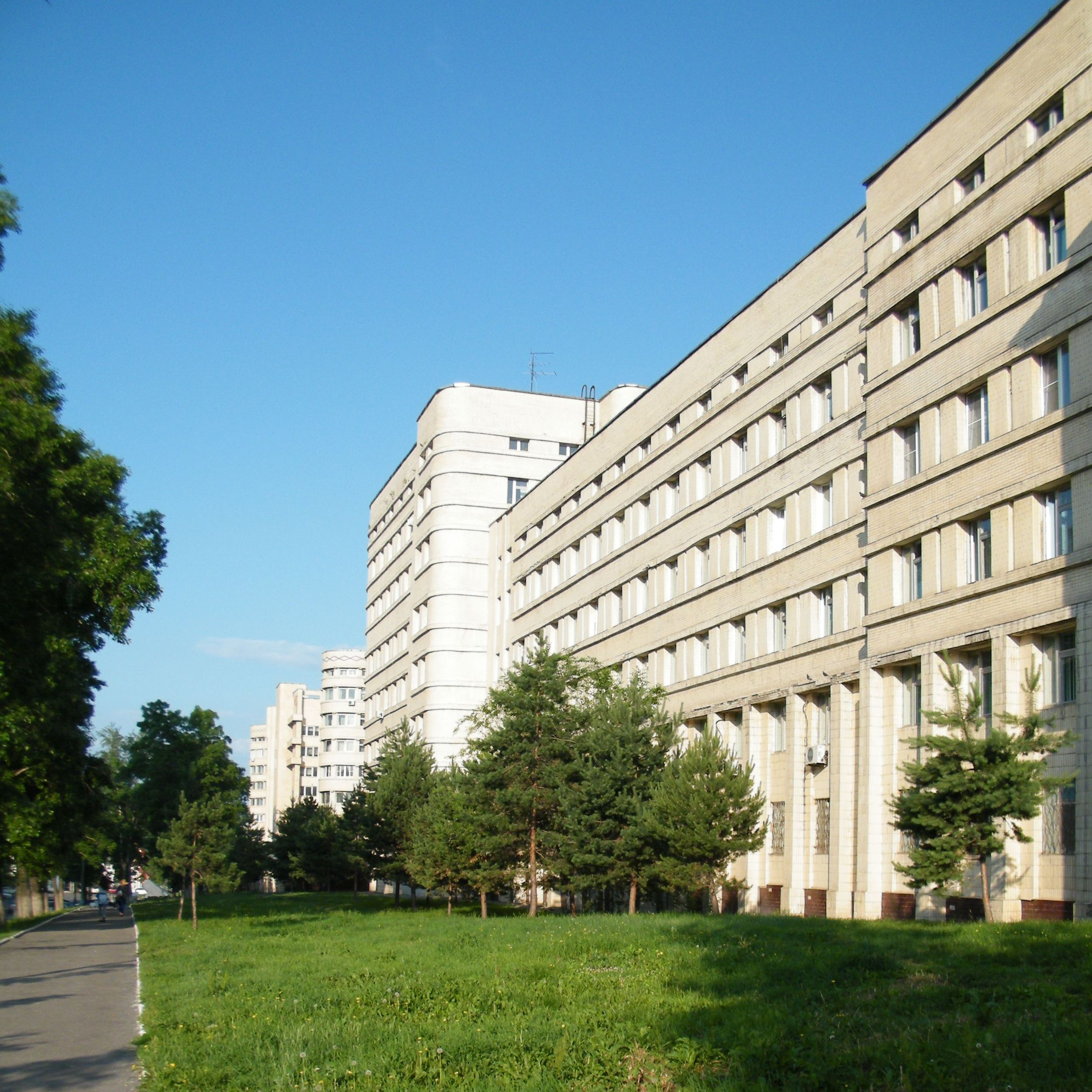
301-й окружной военный госпиталь
Хабаровск, ул. Серышева, 1

Дальневосточный военный округ 3-го формирования был образован приказом Министра обороны СССР от 23 апреля 1953 года. Управление округа было сформировано на базе упразднённого Главного командования войск Дальнего Востока и размещалось в Хабаровске.
В 1967 году Дальневосточному военному округу по преемственности от ОКДВА передан Орден Красного Знамени.
С 1979 по 1992 год стратегическое руководство округом осуществляло вновь образованное Главное командование войск Дальнего Востока.
В соответствии с указом Президента Российской Федерации (России) № 466, от 7 мая 1992 года, округ вошёл в состав Вооружённых Сил России.
На конец 1980-х годов в состав территории округа входили Хабаровский и Приморский края, Амурская, Камчатская, Магаданская и Сахалинская области. В 1998 году в состав КДВО из упразднённого Забайкальского военного округа включена Республика Саха (Якутия).
В состав округа входили территории Республики Саха (Якутия), Приморского, Камчатского и Хабаровского краёв, Амурской, Магаданской и Сахалинской областей, Чукотского автономного округа, Еврейской автономной области.
20 сентября 2010 года Президент России подписал указ № 1144, устанавливающий с 1 декабря 2010 года новое военно-административное деление России, в рамках которого Дальневосточный военный округ был упразднён, а на базе его командования образован Восточный военный округ. Во вновь образованный округ были также включены территории Забайкальского края и Республики Бурятия, ранее входивших в упразднённый Сибирский военный округ).

### Командование округа
Командующие войсками округа
- 04.1953 — 03.1956 — Маршал Советского Союза Малиновский, Родион Яковлевич
- 03.1956 — 07.1961 — генерал-полковник, с мая 1961 генерал армии Пеньковский, Валентин Антонович
- 07.1961 — 11.1963 — генерал-полковник, с апреля 1962 генерал армии Крейзер, Яков Григорьевич
- 11.1963 — 05.1967 — генерал-полковник, с апреля 1967 генерал армии Павловский, Иван Григорьевич
- 05.1967 — 05.1969 — генерал-полковник Лосик, Олег Александрович
- 05.1969 — 04.1972 — генерал-полковник, с апреля 1970 генерал армии Толубко, Владимир Фёдорович
- 04.1972 — 05.1976 — генерал-полковник, с декабря 1972 генерал армии Петров, Василий Иванович
- 06.1976 — 06.1984 — генерал-полковник, с октября 1976 генерал армии Третьяк, Иван Моисеевич
- 06.1984 — 01.1987 — генерал армии Язов, Дмитрий Тимофеевич
- 01.1987 — 12.1988 — генерал-полковник Моисеев, Михаил Алексеевич
- 01.1989 — 04.1992 — генерал-полковник Новожилов, Виктор Иванович
- 04.1992 — 08.1999 — генерал-полковник Чечеватов, Виктор Степанович
- 08.1999 — 09.2006 — с 1999 генерал-полковник, с февраля 2003 генерал армии Якубов, Юрий Николаевич
- 09.2006 — 12.2008 — генерал-полковник Булгаков, Владимир Васильевич
- 12.2008 — 12.2010 — генерал-полковник Салюков, Олег Леонидович

Члены Военного Совета — Начальники политуправления округа
- 04.1953 — 09.1957 — генерал-майор, с августа 1955 генерал-лейтенант Васягин, Семён Петрович
- 09.1957 — 04.1961 — генерал-майор, с февраля 1958 генерал-лейтенант Шмелёв, Алексей Иванович
- 04.1961 — 01.1964 — генерал-полковник Лапкин, Пётр Афанасьевич
- 01.1964 — 12.1969 — генерал-лейтенант Тюрнев, Пётр Фёдорович
- 12.1969 — 06.1975 — генерал-лейтенант Попов, Григорий Фёдорович
- 07.1975 — 03.1979 — генерал-лейтенант, с 1978 генерал-полковник Дружинин, Михаил Иванович
- 04.1979 — 12.1983 — генерал-лейтенант, с 1981 генерал-полковник Новиков, Василий Петрович
- 12.1983 — 05.1985 — генерал-лейтенант Кизюн, Николай Фадеевич
- 05.1985 — 07.1987 — генерал-лейтенант Силаков, Виктор Алексеевич
- 07.1987 — 04.1991 — генерал-лейтенант Воронин, Александр Иванович

Начальники штаба округа
- 04.1953 — 09.1954 — генерал-лейтенант Ломов, Николай Андреевич
- 09.1954 — 03.1956 — генерал-лейтенант, с 1955 генерал-полковник Пеньковский, Валентин Антонович
- 05.1956 — 05.1959 — генерал-майор, с февраля 1958 генерал-лейтенант Соболев, Павел Григорьевич
- 05.1959 — 01.1966 — генерал-лейтенант Голубев, Аркадий Дмитриевич
- 01.1966 — 02.1972 — генерал-лейтенант, с апреля 1970 генерал-полковник Петров, Василий Иванович
- 05.1972 — 03.1974 — генерал-лейтенант танковых войск Ахромеев, Сергей Фёдорович
- 03.1974 — 12.1975 — генерал-лейтенант Безхребтый, Михаил Иванович
- 12.1975 — 02.1978 — генерал-лейтенант, с октября 1977 генерал-полковник Потапов, Юрий Михайлович
- 02.1978 — 02.1979 — генерал-лейтенант, с октября 1978 генерал-полковник Мерецков, Владимир Кириллович
- 04.1978 — 11.1981 — генерал-лейтенант, с февраля 1982 генерал-полковник танковых войск Попов, Николай Иванович
- 12.1981 — 07.1985 — генерал-лейтенант, с февраля 1985 генерал-полковник Патрикеев, Валерий Анисимович
- 07.1985 — 01.1987 — генерал-лейтенант Моисеев, Михаил Алексеевич
- 02.1987 — 08.1989 — генерал-лейтенант Ковалёв, Виталий Павлович
- 08.1989 — 09.1991 — генерал-лейтенант Топоров, Владимир Михайлович
- 09.1991 — 00.1994 — генерал-лейтенант Самсонов, Валерий Павлович
- 06.1994 — 08.1999 — генерал-лейтенант Якубов, Юрий Николаевич
- 08.1999 — 03.2003 — генерал-лейтенант, с сентября 2002 генерал-полковник Шеметов, Виктор Иванович
- 03.2003 — 04.2005 — генерал-лейтенант, с февраля 2005 генерал-полковник Герасимов, Валерий Васильевич
- 04.2005 — 12.2008 — генерал-лейтенант, с июня 2006 генерал-полковник Салюков, Олег Леонидович
- 10.2009 — 12.2010 — генерал-лейтенант Сидоров, Анатолий Алексеевич

Первые заместители командующего округом
- 04.1953 — 01.1956 — генерал-полковник, с сентября 1953 генерал армии Крылов, Николай Иванович
- 01.1956 — 06.1957 — генерал-полковник Труфанов, Николай Иванович
- 12.1957 — 03.1964 — генерал-полковник Шатилов, Василий Митрофанович
- 06.1964 — 06.1967 — генерал-лейтенант танковых войск, с февраля 1967 генерал-полковник Лосик, Олег Александрович
- 07.1967 — 12.1969 — генерал-лейтенант Плотников, Павел Михайлович
- 12.1969 — 06.1974 — генерал-лейтенант Меримский, Виктор Аркадьевич
- 08.1974 — 09.1976 — генерал-лейтенант Сорокин, Михаил Иванович
- 09.1976 — 01.1979 — генерал-лейтенант, с октября 1977 генерал-полковник Язов, Дмитрий Тимофеевич
- 01.1979 — 06.1981 — генерал-лейтенант Ряхов, Анатолий Яковлевич
- 06.1981 — 09.1984 — генерал-лейтенант Востров, Владимир Андреевич
- 09.1984 — 12.1986 — генерал-лейтенант Морозов, Иван Сергеевич
- 10.1987 — 01.1989 — генерал-лейтенант Новожилов, Виктор Иванович
- 01.1989 — 00.1991 — генерал-лейтенант Котин, Валерий Иванович
- 00.1991 — 06.1994 — генерал-лейтенант Овчаров, Виктор Андреевич

## Состав войск округа в конце 1980-х годов
По состоянию на 1988 год: на территории округа дислоцировались 4 армии (5, 15, 35, 51), 25-й и 43-й армейские корпуса, соединения центрального и окружного подчинения. Авиационную поддержку КДВО осуществляла 1-я воздушная армия, а воздушное прикрытие — 11-я армия ПВО. Всего в 1990 году округ располагал примерно 370 тыс. военнослужащих, 6 тыс. танков, 8,7 тыс. боевых бронированных машин, 5,8 тыс. орудий, миномётов и РСЗО и 300 вертолётами.
- Управление командующего, штаб (г. Хабаровск)
- 828-й батальон охраны и обеспечения штаба округа (г. Хабаровск)
- 15-я гвардейская артиллерийская Неманская Краснознамённая, орденов Суворова и Кутузова дивизия (Красная Речка — Хабаровск):
- 194-я запасная мотострелковая дивизия кадра (г. Свободный);
- 262-я запасная мотострелковая дивизия кадра (г. Свободный);
- 263-я запасная мотострелковая дивизия кадра (Князе-Волконское);
- 264-я запасная мотострелковая дивизия кадра (г. Уссурийск);
- 278-я запасная мотострелковая дивизия кадра (пгт Февральск);
- 56-я запасная танковая дивизия кадра (г. Завитинск);
- 57-я запасная танковая дивизия кадра (г. Благовещенск);
- 72-я запасная танковая дивизия кадра (Варфоломеевка);
- 246-я дивизия охраны тыла кадра (г. Хабаровск);
- 273-я дивизия охраны тыла кадра (г. Чегдомын);
- 81-й ордена красной звезды узел связи (г. Хабаровск)
- 8-я бригада связи ВГК
- 104-я Клужская орденов Суворова, Кутузова бригада связи (Князе-Волконское)
- 105-я бригада связи (Белогорск)
- 106-я Краснознамённая бригада связи (г. Дальнереченск)
- 14-я бригада спецназа ГРУ (г. Уссурийск)
- 13-я отдельная десантно-штурмовая бригада (Магдагачи)
- 14-я артиллерийская бригада большой мощности (Новосысоевка)
- 216-я пушечная артиллерийская бригада (Анастасьевка)
- 305-я гаубичная артиллерийская Гумбинненская ордена Красной Звезды бригада (Покровка)
- 75-я ракетная бригада (Анастасьевка)
- 180-я зенитная ракетная бригада (Анастасьевка)
- 76-я радиотехническая бригада (Вятское)
- 92-я радиотехническая бригада ОсНаз (Старосысоевка)
- 16-я бригада химической защиты (Галкино)
- 146-я отдельная дорожно-строительная бригада (Архара)
- 15-я автомобильная бригада (Чернышевка)
- 16-я дорожно-комендантская бригада (Филино)
- 50-я бригада материального обеспечения (Норск)
- 68-й транспортный вертолётный полк (Бирофельд)
- 394-й отдельный вертолётный полк (г. Шимановск)
- 177-й инженерно-сапёрный полк (г. Уссурийск)
- 3-й понтонно-мостовой Краснознамённый полк (Хабаровск-41)
- 42-й понтонно-мостовой полк (Дальнереченск)
- 161-й отдельный полк связи тыла (Князе-Волконское)
- 7-й отдельный радиотехнический полк ОсНаз (Артём)
- 398-й отдельный транспортно-боевой вертолётный полк (п. Магдагачи)
- 331-й отдельный транспортно-боевой вертолётный полк (Обор)
- 15-й полк засечки и разведки (Ляличи)
- 120-й отдельный батальон РЭБ (Матвеевка)
- 104-й отдельный батальон связи
- 70-й отдельный огнемётный батальон (Раздольное)
- 135-й отдельный батальон химической защиты (Хабаровск)
- 30-й отдельный автомобильный батальон (Облучье)
- 560-й бронетанковый ремонтный завод (п. Возжаевка)
- 6504-я ремонтно-восстановительная база (г. Уссурийск)
- 291-й окружной учебный центр[~ 1] (п. Монастырище)
- 392-й окружной учебный центр[~ 2] (п. Князе-Волконское)
- 395-й окружной учебный центр[~ 3] (г. Завитинск)

### 5-я общевойсковая армия
- Управление командующего, штаб (г. Уссурийск);
- Соединения и части армейского подчинения;
- 29-я мотострелковая Полоцкая ордена Суворова дивизия (Камень-Рыболов);
- 40-я мотострелковая орденов Ленина и Суворова дивизия имени Серго Орджоникидзе (Смоляниново);
- 123-я гвардейская мотострелковая Духовщинско-Хинганская Краснознаменная ордена Октябрьской Революции и Суворова дивизия (Барабаш);
- 199-я мотострелковая дивизия (формирования 1968 года) (Красный Кут);
- 277-я мотострелковая ордена Кутузова дивизия (Сергеевка);
- 124-я мотострелковая дивизия кадра (г. Уссурийск);
- 148-я мотострелковая дивизия кадра (Шкотово);
- 77-я танковая дивизия кадра (Ляличи);

### 15-я общевойсковая армия
- Управление командующего, штаб и отдельная рота охраны и обеспечения (вг Хабаровск-41)[13];
- Соединения и части армейского подчинения;
- 73-я мотострелковая Новозыбковская ордена Ленина, Краснознаменная, ордена Суворова дивизия (Комсомольск-на-Амуре);
- 81-я гвардейская мотострелковая Красноградская Краснознаменная ордена Суворова 2 степени дивизия (Бикин);
- 135-я мотострелковая дивизия (Лесозаводск);
- 270-я мотострелковая дивизия (п. Красная речка — Хабаровск).

### 35-я общевойсковая армия
- Управление командующего, штаб и отдельная рота охраны и обеспечения (г. Белогорск)[14];
- Соединения и части армейского подчинения;
- 21-я гвардейская танковая Витебская ордена Ленина Краснознаменная ордена Суворова дивизия (Белогорск);
- 67-я мотострелковая дивизия (Сковородино);
- 192-я мотострелковая дивизия (Благовещенск);
- 265-я мотострелковая Выборгская дивизия (Возжаевка);
- 266-я мотострелковая Артемовско-Берлинская Краснознаменная ордена Суворова дивизия (Райчихинск).

### 51-я общевойсковая армия
- Управление командующего, штаб и 787-я отдельная рота охраны и обеспечения (г. Южно-Сахалинск)[15];
- Соединения и части армейского подчинения;
- 18-я пулемётно-артиллерийская дивизия (о. Итуруп);
- 33-я мотострелковая Краснознаменная дивизия (Хомутово, г. Южно-Сахалинск);
- 79-я мотострелковая Сахалинская дивизия (Поронайск).

### 25-й армейский корпус
- Управление командующего, штаб и отдельная рота охраны и обеспечения (г. Петропавловск-Камчатский);
- Соединения и части корпусного подчинения;
- 22-я мотострелковая Краснодарско-Харбинская дважды Краснознаменная дивизия (п. Чапаевка);
- 99-я мотострелковая дивизия (пгт Угольные Копи);
- 87-я мотострелковая дивизия (г. Петропавловск-Камчатский); содержалась по штату «Г» и в составе дивизии развернутым был только 1328-й мотострелковый полк

### 43-й армейский корпус
- Управление командующего, штаб и отдельная рота охраны и обеспечения (г. Биробиджан);
- Соединения и части корпусного подчинения;
- 118-я мотострелковая дивизия кадра (г. Биробиджан)
- 272-я мотострелковая Свирско-Померанская Краснознамённая, ордена Красной Звезды дивизия (Бабстово).

### ВВС и ПВО
- 1-я особая воздушная Краснознамённая армия:
  - 28-я истребительная авиационная дивизия;
  - 33-я смешанная авиационная дивизия;
  - 83-я бомбардировочная авиационная дивизия;
  - 303-я авиационная дивизия истребителей-бомбардировщиков
  - 293-й отдельный разведывательный авиационный полк;
  - 799-й отдельный разведывательный авиационный полк;
  - 187-й отдельный штурмовой авиационный полк;
  - 930-й отдельный военно-транспортный авиационный полк;
  - 257-й отдельный смешанный авиационный полк.

Кроме того, в округе базировались 55-я бомбардировочная авиационная дивизия 30-й воздушной армии и 73-я тяжёлая бомбардировочная авиационная дивизия 37-й воздушной армии.
- 11-я Краснознамённая армия ПВО:
  - 8-й корпус ПВО (г. Комсомольск-на-Амуре);
  - 23-й корпус ПВО (г. Владивосток);
  - 6-я дивизия ПВО (п. Елизово, Петропавловск-Камчатский);
  - 24-я дивизия ПВО (п. Хомутово, Южно-Сахалинск);
  - 25-я дивизия ПВО (г. Анадырь);
  - 29-я дивизия ПВО (г. Благовещенск).[16]

### РВСН
- 27-я ракетная дивизия 53-й ракетной армии.[17]

## Состав войск округа в 1990-е гг
В связи с изменением военно-политической обстановки в регионе войска округа (также как и войска ЗабВО) претерпели существенные изменения. Так, уже в октябре 1993 г. 51-ю армию переформировали в 68-й армейский корпус. 25-й армейский корпус, объединявший дислоцированные на Камчатке и Чукотке войска, переименовали в 16-й. Большинство дивизий округа либо сократили, переформировали в базы хранения или бригады, либо переформировали в пулемётно-артиллерийские дивизии (пулад) — по сути «стационарные» соединения.
Так, подчиненная 5-й общевойсковой армии 40-я мотострелковая дивизия еще в октябре 1990 г. была передана в подчинение Тихоокеанского флота и к 1995 г. расформирована, 29-я мотострелковая дивизия расформирована в 1994 г., 77-я танковая — преобразована в 1989 г. в 5510-ю БХВТ (расформирована в 1993 г.), а 123-я гв. мсд — с октября 1989 г. стала 129-й гв. пулад. 199-я мотострелковая дивизия в октябре 1989 г. переформирована в 5506-ю БХВТ, а 277-я мотострелковая дивизия с июня 1990 г. стала 127-й пулад.
Подчиненные 15-й армии 73-я мотострелковая дивизия в октябре 1989 г. переформирована в 5505-ю БХВТ, 135-я стала 130-й пулад, 194-я — преобразована в мотострелковую бригаду. С учетом этого управление армии уже в октябре 1993 г. сократили до управления 43-го армейского корпуса, которое позже тоже расформировали.
Входящие в состав 35-й армии 265-я и 266-я мотострелковые дивизии в октябре 1989 г. преобразованы в 5507-ю и 5508-ю БХВТ соответственно (обе расформированы в 1993 г.), 192-я мотострелковая дивизия в это же время переформирована в 126-ю пулад (расформированную в 1998 г.), а 67-я — в 1992 г. переименована в 115-ю, подвергнувшись расформированию в 2002 г.
Входившая в состав 68-го корпуса 79-я переформирована в 174-ю мотострелковую бригаду (расформированную уже в 1995 г.).
Входившая в состав расформированного в октябре 1989 г. 43-го армейского корпуса 272-я мотострелковая дивизия была переформирована в 128-ю пулад, позднее сокращенную в 176-ю мотострелковую бригаду. 118-я мотострелковая дивизия расформирована в 1987 г.
Подчиненные 16-му корпусу 99-я дивизия сначала переформирована в 172-ю мотострелковую бригаду, затем «свернутую» в 3840-ю БХВТ, 87-я мотострелковая дивизия была расформирована еще в 1989 г., а 22-я мотострелковая дивизия в 1998 г. переподчинена Тихоокеанскому флоту, где послужила основой для формирования Группировки войск и сил на северо-востоке, тем самым войска, защищавшие Камчатку и Чукотку перешли в подчинение флота.
Подчиненные непосредственно штабу округа учебные дивизии переформировали в окружные учебные центры, 27-ю учебную танковую дивизию при этом расформировали уже в 1994 г., а 121-ю дивизию переформировали в линейную и подчинили штабу 5-й общевойсковой армии. 129-я учебная мотострелковая дивизия сокращена до учебных мотострелкового и танкового полков.
Западными экспертами на середину 1990-х гг. состав войск округа оценивался в 3 танковые и 13 мотострелковых дивизий.
Численность войск округа к этому времени сократилась до 190 тыс. солдат и офицеров. А находившиеся у них вооружения исчислялись следующим образом: танки — 6000, бронетехника — 8700 единиц, орудия и минометы — 5800 единиц.

## Состав КДВО на момент реформирования
- управление (штаб) войск округа
- 38-я отдельная гвардейская мотострелковая бригада (Екатеринославка, Амурская область)
- 39-я отдельная мотострелковая бригада (Южно-Сахалинск)
- 57-я отдельная гвардейская мотострелковая бригада (Бикин)
- 59-я отдельная мотострелковая бригада (Сергеевка, Приморский край)
- 60-я отдельная мотострелковая бригада (Камень-Рыболов / Сибирцево)
- 64-я отдельная мотострелковая бригада (Князе-Волконское, Хабаровский край)
- 69-я отдельная бригада прикрытия (Бабстово, ЕАО)
- 70-я отдельная гвардейская мотострелковая бригада (Барабаш / Уссурийск)
- 18-я пулемётно-артиллерийская дивизия (пос. Горячие Ключи, Курильский район, Сахалинская область):
  - 46-й пулемётно-артиллерийский полк (пос. Лагунное, Курильский район, Сахалинская область)
  - 49-й пулемётно-артиллерийский полк (пос. Горное, Курильский район, Сахалинская область)
- 83-я отдельная десантно-штурмовая бригада (Уссурийск)
- 20-я гвардейская ракетная Берлинская дважды Краснознамённая бригада (Спасск-Дальний)
- 107-я ракетная Мозырская ордена Ленина, Краснознамённая бригада (Биробиджан / пос. Семисточный)
- 165-я артиллерийская Пражская Краснознамённая, орденов Кутузова и Богдана Хмельницкого бригада (с. Никольское, Белогорский район, Амурская область)
- 214-я артиллерийская бригада (Уссурийск)
- 305-я артиллерийская Гумбинненская ордена Красной Звезды бригада
- 338-я гвардейская артиллерийская реактивная Двинская ордена Александра Невская бригада (Новосысоевка, Яковлевский район, Приморский край)
- 392-й окружной учебный Тихоокеанский Краснознамённый, ордена Кутузова центр подготовки младших специалистов (Хабаровск)
- 641-й корпусный полк ПВО
- 8-я зенитная ракетная Шавлинская ордена Кутузова бригада (Раздольное, Приморский край)
- 643-й корпусный полк ПВО
- 71-я зенитная ракетная бригада (с. Среднебелая, Амурская область)
- 76-я радиотехническая бригада (Вятское, Хабаровский край, входит в состав 11 армии ВСС и ПВО)
- 94-я радиотехническая бригада (Уссурийск)
- 1889-я радиотехническая бригада (Белогорск, Амурская область)
- 2463-я инженерно-сапёрная бригада (Уссурийск)
- 37-й инженерно-сапёрный полк (Берёзовка, Краснофлотский район, Хабаровск)
- 58-й инженерно-сапёрный полк (Раздольное, Приморский край)
- 5-й понтонно-мостовой Выборгский Краснознамённый, ордена Кутузова полк (Архара)
- 3-й понтонно-мостовой Краснознамённый полк (Хабаровск)
- 104-я Клужская орденов Суворова и Кутузова бригада связи (Хабаровск)
- 106-я бригада связи
- 54-й отдельный полк связи (Белогорск, Амурская область)
- 80-я бригада управления (Уссурийск)
- 156-й отдельный батальон связи тыла (Белогорск, Амурская область)
- 79-й узел связи
- 81-й ордена красной звезды узел связи
- 860-й узел связи
- 668-й узел связи
- 17-я отдельная бригада РЭБ (Белогорск, Амурская область)
- 16-я отдельная бригада радиационной, химической и биологической защиты (с. Галкино, Хабаровский район, Хабаровский край)
- 122-я отдельная бригада радиационной, химической и биологической защиты (Уссурийск)
- 135-й отдельный батальон радиационной, химической и биологической защиты (Хабаровск)
- 70-й отдельный огнемётный батальон (Раздольное, Приморский край)
- 230-я база хранения и ремонта военной техники (Дачное)
- 237-я база хранения и ремонта военной техники (Бикин)
- 240-я база хранения и ремонта военной техники (Белогорск, Амурская область)
- 243-я база хранения и ремонта военной техники (Хабаровск)
- 245-я база хранения и ремонта военной техники (Лесозаводск)
- 247-я база хранения и ремонта военной техники (Сибирцево)
- 261-я база хранения и ремонта военной техники (Моховая Падь)
- 7020-я база хранения и ремонта военной техники (Уссурийск)
- 7021-я база хранения и ремонта военной техники (с. Никольское Белогорский район, Амурская область)

## Учебные заведения
- Благовещенское высшее танковое командное Краснознамённое училище имени Маршала Советского Союза К. А. Мерецкова
- Уссурийское высшее военное автомобильное командное училище
- Уссурийское Суворовское военное училище
- Дальневосточное высшее военное командное училище имени Маршала Советского Союза К. К. Рокоссовского

## Печатный орган
Газета Ордена Красной Звезды «Суворовский натиск» (первый номер вышел на Степном фронте 22 мая 1943 года, учредитель: Министерство обороны СССР/РФ, издатель: командующий войсками ДВО) — выходила три раза неделю, во вторник, четверг и субботу, формат А3, 12 стр., ч/б, 2-х цвет (красный, шапка). Последний главный редактор — Сергей Уланский, тираж: 2 147 экз., адрес: 680038, Хабаровск, ул. Запарина, 124. Номер регистрации СМИ: 01966.
Печаталась в Хабаровске.
Регионы распространения: Хабаровский край, Приморский край, Камчатский край, Амурская область, Сахалинская область, Магаданская область, Еврейская АО, Чукотский АО, Республика Саха (Якутия).
Из истории: 22 мая 1943 года вышел первый номер в полевой типографии в селе Рыкань (юго-восточнее Новой Усмани) близ Воронежа, на базе газеты 41-й армии «Красный боец». Первым редактором газеты был майор Дмитрий Прикордонный. Газета была печатным органом военного совета и политического управления Степного военного округа (Степной фронт/2-й Украинский). В июле 1945 года газета стала органом военной печати Забайкальского фронта. В сентябре 1945 года становится газетой Забайкальско-Амурского военного округа, с июня 1947 года — органом военного совета и политуправления Главкома войск Дальнего Востока, а с июня 1953 года — газетой Дальневосточного военного округа.